# Lorraine Crapp
Lorraine Joyce Crapp (Sydney, 1 oktober 1938) is een voormalig Australisch zwemmer.

## Biografie
In 1954 won Crapp de 110y en 440y vrije slag op de British Empire and Commonwealth Games 1954.
Crapp won tijdens de Olympische Zomerspelen van 1956 in eigen land de gouden medaille op de 400m vrije slag en de 4x100m vrije slag en de zilveren medaille op de 100 meter vrije slag.
Op de British Empire and Commonwealth Games 1958 won zij samen met haar ploeggenoten de 4x110y vrije slag estafette.
Tijdens de Olympische Zomerspelen van 1960 won Crapp de zilveren medaille op de 4x100m vrije slag.
Crapp zwom wereldrecords op de 100, 200, 400 en 800m vrije slag.

## Internationale toernooien
| Jaar | Olympische Spelen                   | Gemenebestspelen                                      |
| ---- | ----------------------------------- | ----------------------------------------------------- |
| 1954 |                                     | 110y vrije slag · 440y vrije slag · 3x110y wisselslag |
| 1956 | 400m vrije slag · 4x100m vrije slag |                                                       |
| 1958 |                                     | 4x110y vrije slag · 110y vrije slag · 440y vrije slag |
| 1960 | 4x100m vrije slag                   |                                                       |

1924: Martha Norelius ·
1928: Martha Norelius ·
1932: Helene Madison ·
1936: Rie Mastenbroek ·
1948: Ann Curtis ·
1952: Valéria Gyenge ·
1956: Lorraine Crapp ·
1960: Chris von Saltza ·
1964: Ginny Duenkel ·
1968: Debbie Meyer ·
1972: Shane Gould ·
1976: Petra Thümer ·
1980: Ines Diers ·
1984: Tiffany Cohen ·
1988: Janet Evans ·
1992: Dagmar Hase ·
1996: Michelle Smith ·
2000: Brooke Bennett ·
2004: Laure Manaudou ·
2008: Rebecca Adlington ·
2012: Camille Muffat ·
2016: Katie Ledecky ·
2020: Ariarne Titmus ·
2024: Ariarne Titmus
1912: Moore, Fletcher, Speirs, Steer ·
1920: Woodbridge, Schroth, Guest, Bleibtrey ·
1924: Donnelly, Ederle, Lackie, Wehselau ·
1928: Lambert, Osipowich, Saville, Norelius ·
1932: Johns, Saville, McKim, Madison ·
1936: Selbach, Wagner, den Ouden, Mastenbroek ·
1948: Corridon, Kalama, Helser, Curtis ·
1952: I. Novák, Temes, É. Novák, Szőke ·
1956: Fraser, Leech, Morgan, Crapp ·
1960: Spillane, Stobs, Wood, von Saltza ·
1964: Stouder, de Varona, Watson, Ellis ·
1968: Barkman, Gustavson, Pedersen, Henne ·
1972: Babashoff, Barkman, Kemp, Neilson ·
1976: Peyton, Sterkel, Babashoff, Boglioli ·
1980: Krause, Metschuck, Diers, Hülsenbeck ·
1984: Johnson, Steinseifer, Torres, Hogshead ·
1988: Otto, Meißner, Hunger, Stellmach ·
1992: Haislett, Martino, Thompson, Torres ·
1996: Martino, Van Dyken, Fox, Thompson ·
2000: Van Dyken, Shealy, Thompson, Torres ·
2004: Mills, Lenton, Thomas, Henry ·
2008: Dekker, Kromowidjojo, Heemskerk, Veldhuis ·
2012: Coutts, C. Campbell, Elmslie, Schlanger ·
2016: McKeon, Elmslie, B. Campbell, C. Campbell ·
2020: B. Campbell, Harris, McKeon, C. Campbell ·
2024: O'Callaghan, Jack, McKeon, Harris
- Australian Women's Register: AWE2432b